# Compsocryptus purpuripennis
Compsocryptus purpuripennis là một loài tò vò trong họ Ichneumonidae.